# لیسه ملالی
لیسه ملالی (Malalaï) یکی از مدرسه‌های مهم دخترانه در کابل است که در سال ۱۹۲۲ به دست فرانسه در افغانستان ساخته شد و نام آن یادآور ملالی میوندی، یک قهرمان ملی افغان است.
در این مدرسه هم دانش‌آموزان دختر و هم دانش‌آموزان پسر درس می‌خوانند.
نام این لیسه ابتدا «مکتب عصمت» بود.